# Himno nacional de Mauritania

Bandera de Mauritania.

El himno nacional de Mauritania toma la letra de un poema del siglo XIX escrito por Baba Ould Cheikh. La melodía fue compuesta por Tolia Nikiprowetzky[cita requerida] y fue adoptado después de la independencia en 1960. Sin embargo, el 16 de noviembre de 2017, se adoptó un nuevo himno nacional, compuesto por Rageh Daoud.

## Letras actuales
El quinto verso solo se canta el Día de la Independencia.
| Árabe | Alfabeto árabe romano | Traducción francés | Traducción al español |
| بلادَ الأُبَاةِ الهُدَاةِ الكِرامْ وحِصْنَ الكِتابِ الذي لا يُضَامْ أيا مَوْريتانِ رَبيعَ الوئامْ ورُكْنَ السَّماحةِ ثَغْرَ السلامْ جوقه: سنَحْمي حِماك ونحِن فداكِ ونَكْسُو رُبَاكِ بِلَوْن الأمَلْ وعند نِداكِ نُلَبِّي أجَلْ بُدورُ سَمَائِكِ لَمْ تُحْجَبِ وشمسُ جَبِينِكِ لَمْ تَغرُبِ نَماكِ الأمَاجدُ مِن يَعْرُبِ لإفْرِيقِيَّا المَنْبَعِ الأعْذَبِ جوقه رَضَعْنَا لِبانَ النَّدَى والإبَا سَجَايَا حَمَلْنَ جَنًى طَيِّبَا ومَرْعًى خَصِيباً، وإنْ أجْدَبَا سَمَوْنَا، فَكَانَ لَنَا أرحَبَا جوقه سَقَيْنا عَدُوَّكِ صَاباً ومُرًّا فَمَا نالَ نُزْلًا ولا مُسْتَقَرَّا نُقَاومُهُ حَيْثُ جَاسَ ومَرَّا نُرَتِّلً إنَّ مَعَ العُسْرِا يُسْرَا جوقه قَفَوْنَا الرسولْ بِنَهْجٍ سَمَا إلى سِدْرَة المجد فوقَ السَّمَا حَجَزْنَا الثرَيَا لَنَا سُلَّمَا رسَمْنَا هُنالِكَ حَدَّ الحِمى جوقه أخَذْنَاكِ عَهْدًا حَمَلْنَاكِ وَعْدًا ونُهدِيكِ سَعْداً لِجِيلٍ أطَلْ جوقه: سنَحْمي حِماك ونحِن فداكِ ونَكْسُو رُبَاكِ بِلَوْن الأمَلْ سنَحْمي حِماك ونحِن فداكِ وعند نِداكِ نُلَبِّي أجَلْ | Belâda l-obâte l-hodâte l-kerâm Wa ħesna l-ketâbe l-lazi lâ joḍâm Ajâ Muritâne rabigħe l-ojâm Wa rokna s-samâħate cagra s-salâm Ġawqa: Sanaħmi ħemâke wa naħno fedâke Wa naksu robâke belawne l-amal Wa għenda nedâke nolabbi aġal Boduro samâike lam taħġabe Wa ẋamso ġabineke lam tagrobe Namâke l-amâġedo men jagħrobe Liefriqijâ l-manbagħe l-għazabe Ġawqa Raḍagħanâ lebâna n-nadâ wâ l-ebâ Saġâjâ ħamalna ġanân ṭajjebâ Wa mar għan ħaṣibân, wa ‘en aġdabâ Samawnâ, fakâna l-anâ arħabâ Ġawqa Saqajnâ għadowake ṣâbân wa morrân Famâ nala nożolân wa lâ mostaqarrâ Noqâwemoho ḥajco ġâsa wa morrân Norattelo ‘en-na magħa l-għosre josrā Ġawqa Qafawnâ ar-rasul be-nahġen samâ ‘Ela sedrate l-maġd fawqa as-samâ Ħaġaznâ c-corajjâ lanâ sollamâ Rasamnâ honaleka ħadda l-ħemâ Ġawqa Axaznâke għahdâ hamalnâke wa għadân Wa nhodike sagħadân leġilen aṭal Ġawqa: Sanaħmi ħemâke wa naħno fedâke Wa naksu robâke belawne l-amal Sanaħmi ħemâke wa naħno fedâke Wa għenda nedâke nolabbi aġal | Nous défendrons ton intégrité et nous sommes ta rançon Nous couvrirons tes collines avec la couleur de l’espoir La Mauritanie printemps de l’harmonie Fief du livre intouchable Refrain : Nous protégerons votre fiancé et nous vous paierons Et ils espèrent de l'espoir Et quand nous vous rencontrerons, nous réprondrons Votre personnage n'a pas été bloqué Le soleil de ton front ne s'est pas envolé Nmac d'Amjad exprime L'Afrique a le plus frais en amont Refrain Nous avons donné naissance à la rosée et au père Une bonne grossesse Et la proie de Khasibah, et s'ils la trouvent Smona, et nous étions les bienvenus Refrain Votre ennemi nous a gardés jeunes et amers Donc il est descendu et pas stable Lui résister où il se repose et passe Nous prions, avec peine, facilité Refrain Nous avons résisté à l'apôtre avec une approche noble À la chaîne de gloire au-dessus du ciel Nous avons été saisis par les riches, par nous Nous avons dessiné le seuil de la fièvre Refrain Nous vous avons fait une alliance, et notre promesse est une promesse Nous vous donnerons un sentiment de générosité Refrain : Nous protégerons votre fiancé et nous vous paierons Et ils espèrent de l'espoir Nous protégerons votre fiancé et nous vous paierons Et quand nous vous rencontrerons, nous réprondrons | El país de la paternidad es el don honorable. Y la fortaleza del Libro, que no está ligada. Armonía brotará en Mauritania Y el pilar del perdón es el agujero de la paz. Protegeremos a tu prometido y te pagaremos. Y esperanza de esperanza Y cuando nos encontremos te responderemos. Tu personaje no ha sido bloqueado. El sol en tu frente no se fue Nmac de Amjad expresa África tiene la corriente más fresca Protegeremos a tu prometido y te pagaremos. Y esperanza de esperanza Y cuando nos encontremos te responderemos. Dimos a luz al rocío y al padre. Un buen embarazo Y la presa de Khasibah, y si la encuentran. Smona, y fuimos bienvenidos. Protegeremos a tu prometido y te pagaremos. Y esperanza de esperanza Y cuando nos encontremos te responderemos. Tu enemigo nos ha mantenido jóvenes y amargos. Así que bajó y no está estable. Protegeremos a tu prometido y te pagaremos. Y esperanza de esperanza Y cuando nos encontremos te responderemos. Te hemos hecho un pacto, y nuestra promesa es una promesa. Te daremos un sentido de generosidad. Protegeremos a tu prometido y te pagaremos. Y esperanza de esperanza Protegeremos a tu prometido y te pagaremos. Y cuando nos encontremos te responderemos. |

## Letras antiguas
| En árabe | Alfabeto árabe romano | Traducción francés | Traducción inglés |
| كن للاله ناصرا وأنكر المناكرا وكن مع الحق الذي يرضاه منك دائرا ولا تعد نافعا سواه أو ضائرا واسلك سبيل المصطفى ومت عليه سائرا فما كفى أولنا أليس يكفي الآخرا وكن لقوم احدثوا في أمره مهاجرا قد موهوا بشبه واعتذروا معاذرا وزعموا مزاعما وسودوا دفاترا واحتنكوا أهل الفلا واحتنكوا الحواضرا وأورثت أكابر بدعتها أصاغرا وإن دعا مجادل في أمرهم إلى مرا فلا تمار فيهم إلا مراء ظاهرا | Kon lel-elâhe nâṣeran, wa ‘anker l-manâkerâ Wa kon magħa l-haqqe l-lazi jarḍâho menka dâirâ Wa lâ tagħoddo nâfegħâ sewâho ‘aw ḍâirâ Wa s-slok sabela l-muṣṭafâ wa mott għalajhe sâirâ Famâ kafâ ‘awwalanâ ‘alajsa jakfi l-axerâ Wa kon le qawmen aħdacu fi ‘amrehe mohâġerâ Qad mawwahu be-ẋebhen wa agħtazeru magħâzerâ, Wa zagħmu mazâgħemâ wa sawwadu dafâterâ, Wa-ħtanaku ‘ahla l-falâ, wa htanaku l-ħawâḍerâ Wa ‘awracat ‘akâbera bed għatohâ ‘aṣâgerâ Wa ‘en dagħâ moġâdelin fi ‘amrehem ‘elâ merâ Falâ tomâre fihem ‘ellâ merâ‘ ẓâherâ | Soyez une aide pour Dieu, et censurez ce qui est interdit Et tournez avec la loi qu'Il veut que vous suivez Ne tenez personne pour utile ou nuisible, à l'exception de Lui Et marchez sur le chemin de l'élu, et mourez pendant que vous êtes dessus! Car ce qui était suffisant pour le premier d'entre nous, est aussi suffisant pour le dernier Et laissez les gens qui font du mal à l'égard de Dieu Ils l'ont déformé en le faisant similaire, et fait toutes sortes d'excuses, Ils ont présenté des demandes impudentes, et noirci des carnets, Ils laissèrent les nomades et les sédentaires faire des expériences amères, Et les grands péchés de leurs innovations léguèrent peu Et juste au cas où un différend, vous appelle à disputer au sujet de leurs revendications, Alors, ne litige pas sur eux, sauf par voie d'un conflit externe | Be a helper for God, and censure what is forbidden And turn with the law which He wants you to follow Hold no one to be useful or harmful, except for Him And walk the path of the chosen one and die while you are on it! For what was sufficient for the first of us, is sufficient for the last one, too And leave those people who do evil things with respect to God They misrepresented Him by making Him similar, and made all kinds of excuses They made bold claims and blackened notebooks They let the nomads and the sedentary people both undergo bitter experiences And the great sins of their [doctrinal] innovations bequeathed small And just in case a disputant calls you to dispute about their claims Do not, then, dispute on them, except by way of an external dispute |